# Ariopsis seemanni
Ariopsis seemanni és una espècie de peix de la família dels àrids i de l'ordre dels siluriformes.

## Morfologia
- Els mascles poden assolir 35 cm de longitud total.[2][3]

## Hàbitat
És un peix demersal i de clima tropical (22 °C-26 °C).

## Distribució geogràfica
Es troba a Amèrica: conques fluvials pacífiques i estuaris des de Mèxic fins al Perú.

## Ús comercial
Es comercialitza fresc o en salaó.